# 포항 우각리 여주이씨 고택
포항 우각리 여주이씨 고택(浦項 牛角里 驪州李氏 古宅)은 대한민국 경상북도 포항시 북구 신광면 우각리에 있는 여주이씨 고택이다. 2013년 4월 8일 경상북도의 유형문화재 제462호로 지정되었다.

## 개요
우각리는 이언적의 5번째 손자인 오의정(五宜亭)이의택(李宜澤) 계열이 17세기 이후 이거하여 세거해 온 곳이다. 고택의 평면은 ㅡ자형의 안채와 ㄱ자형의 사랑채가 중문채와 이어지고 맞은편으로 지금은 없어진 고방채가 위치하여 튼 ㅁ자형을 이루었다.
고택은 각 건축물의 영역이 잘 분리되어 있으며 창호와 평면구성 및 건축기법에서 19세기의 전통적 수법들이 잘 찾아진다. 전체적으로 당시 남부지방 반가로서의 구성요소들을 잘 보여주고 있다.

## 참고 자료
- 포항우각리여주이씨고택 - 국가유산청 국가유산포털